# Scilla kurdistanica
Scilla kurdistanica är en sparrisväxtart som beskrevs av Franz Speta. Scilla kurdistanica ingår i släktet blåstjärnesläktet, och familjen sparrisväxter. Inga underarter finns listade i Catalogue of Life.